# Горгули
Горгули (груз. გორგული) — село в Грузии, на территории Адигенского муниципалитета края (мхаре) Самцхе-Джавахети.

## География
Село находится в южной части Грузии, на правом берегу реки Кваблиани, на расстоянии 1 километра от посёлка городского типа Адигени, административного центра муниципалитета. Абсолютная высота — 1194 метра над уровнем моря.

## Население
По результатам официальной переписи населения 2014 года, в Горгули проживало 155 человек (75 мужчин и 80 женщин). В национальной структуре населения грузины составляли 98,7 %, армяне — 0,65 %, осетины — 0,65 %.
| Год  | Население, человек |
| ---- | ------------------ |
| 2002 | 169                |
| 2014 | ↘ 155              |